# Palazzo Poli (Roma)
Palazzo Poli è un edificio storico di Roma, su cui venne a poggiarsi la costruzione della Fontana di Trevi, risultato di diverse fasi costruttive, sede dell'Istituto centrale per la grafica e del museo denominato Istituto nazionale per la grafica.

## Storia

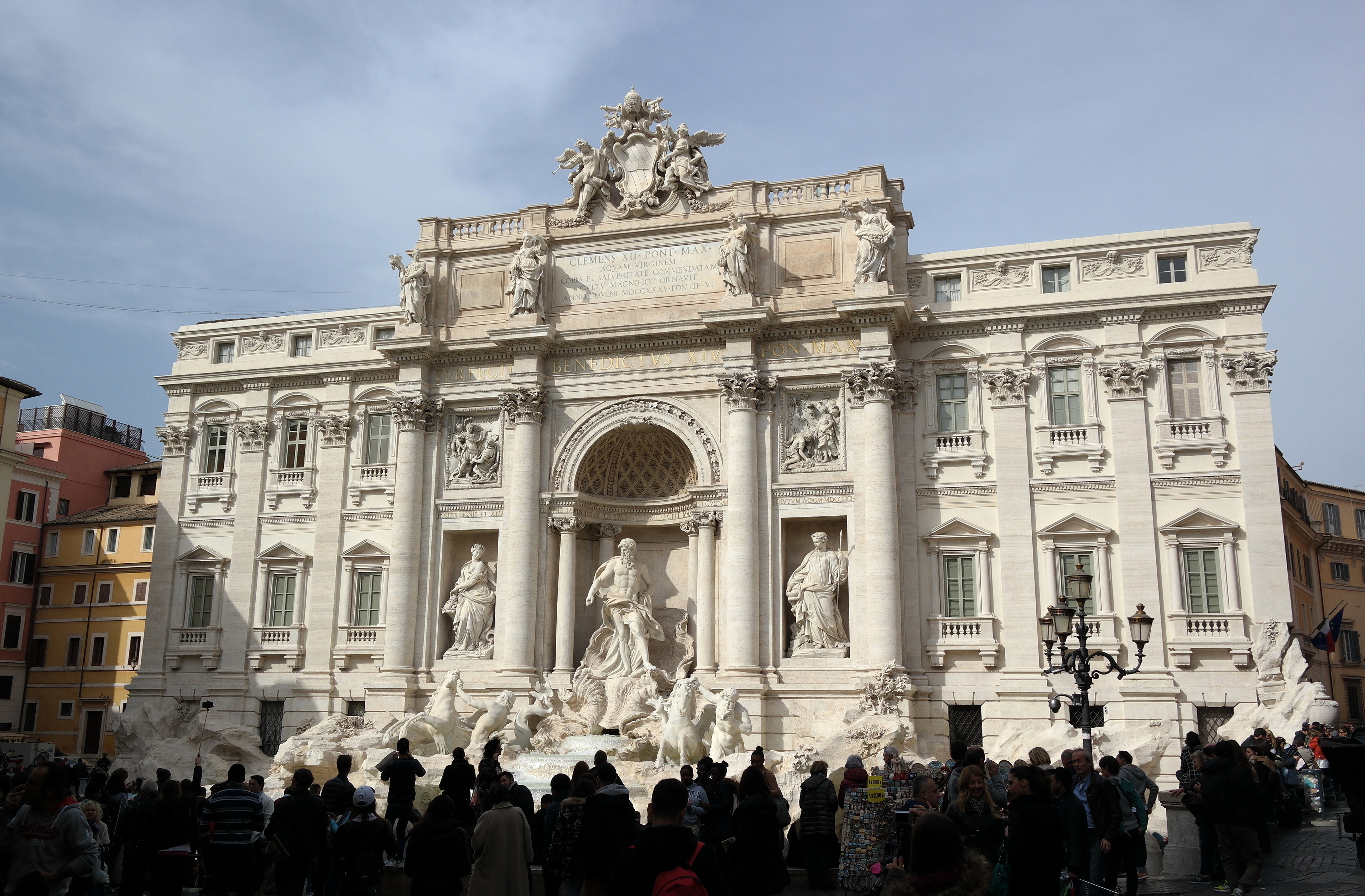
Palazzo Poli oggi

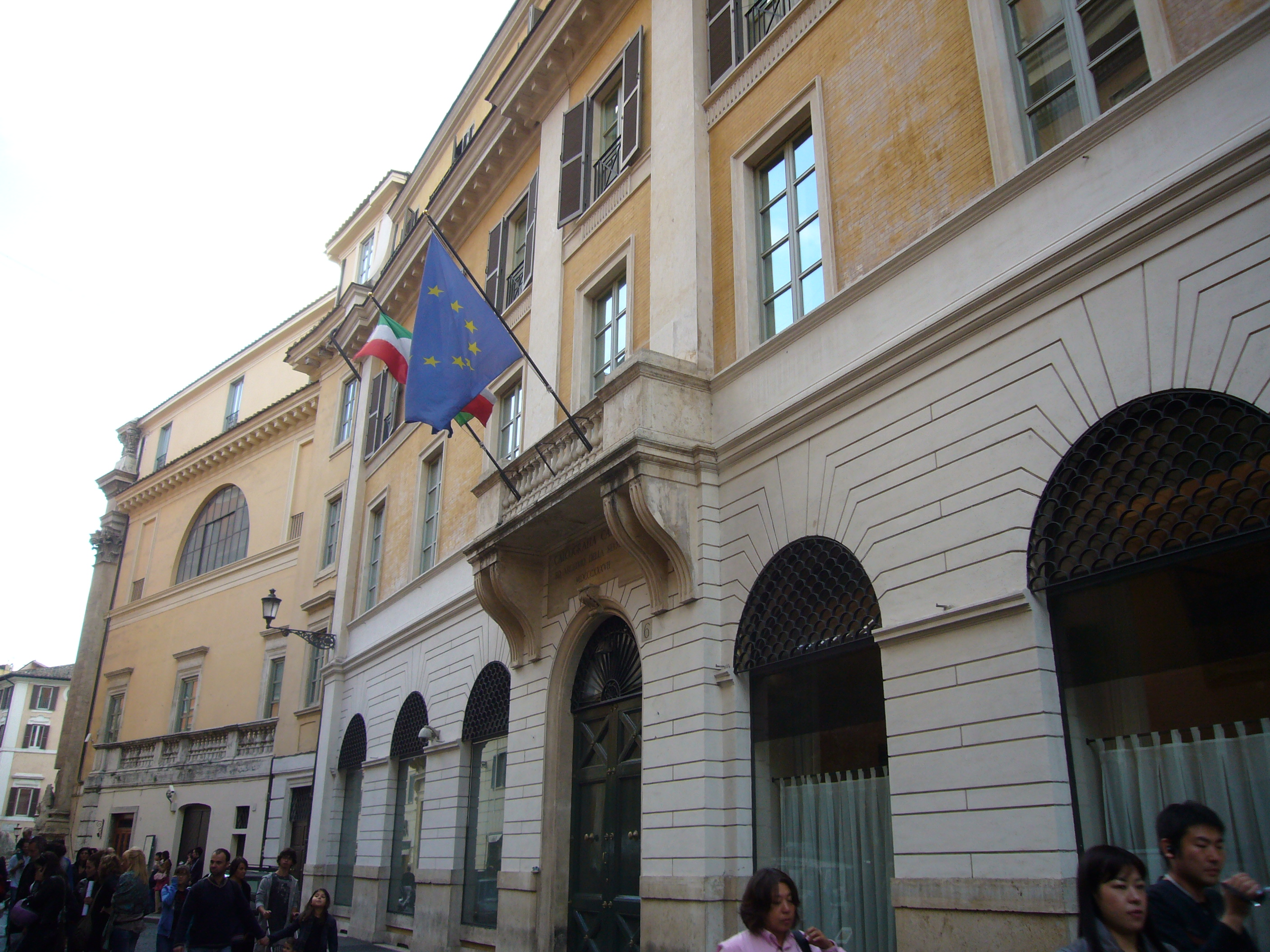
Facciata anteriore di Palazzo Poli in via della Stamperia

La vicenda architettonica del palazzo, che attraverso una complessa serie di passaggi di proprietà, ricostruzioni e ampliamenti divenne parte integrante della celebre Fontana di Trevi realizzata da Nicola Salvi nel Settecento, risale alla prima metà del XVI secolo. Il Palazzo d'Aragona, nucleo più antico dell'edificio con fronte su piazza Poli, di proprietà di Balduino Del Monte, fratello di papa Giulio III, fu acquistato nel 1566 da Lelio Cesi, duca di Ceri, che affidò l'incarico di costruire il nuovo edificio, inglobando anche proprietà vicine, all'architetto Martino Longhi il vecchio e, alla sua morte, ad Ottaviano Mascherino. La lunga fronte dell'edificio che si affacciava su Piazza di Ceri (ora Piazza dei Crociferi) fu terminata nei primi anni del XVII secolo. Dopo ulteriori ingrandimenti effettuati dalla famiglia Borromeo, eredi della proprietà Cesi, il palazzo fu acquistato nel 1678 da Lucrezia Colonna, poi sposa di Giuseppe Lotario Conti, duca di Poli, da cui il nome del palazzo. Nel 1712 il duca ottenne da papa Clemente Xl il permesso di ampliare il palazzo in favore del nuovo appartamento di suo fratello, il cardinale Michelangelo, il futuro papa Innocenzo XlII. I lavori, che inglobarono nelle strutture dell'edificio un tratto dell'acquedotto dell'Acqua Vergine (costruito da Agrippa nel 19 a.C.), furono eseguiti da Giovan Battista Contini. Nel 1723 il duca acquistò gli edifici adiacenti al suo palazzo con fronti su Piazza di Trevi: il Palazzetto Schiavo dei Carpegna e il Palazzo dell'Arte della Lana, già Vitelleschi. Con questi acquisti il palazzo raggiunse i suoi definitivi confini, fino a Piazza di Trevi ed a Via della Stamperia. Nel 1729 il duca Stefano Conti, figlio di Giuseppe Lotario, ottenne il permesso di uniformare il prospetto su Piazza di Trevi: ne risultarono due corpi di fabbrica a tre ordini di finestre raccordati da un muro rientrante in corrispondenza della fontana, che fu imposto da papa Benedetto XIII in previsione di una definitiva sistemazione della mostra dell'Acqua Vergine (il progetto di Gian Lorenzo Bernini intrapreso nel 1641, infatti, era rimasto irrealizzato); questa facciata venne in seguito completamente modificata da Nicola Salvi, che nel 1732 edificò l'attuale Fontana di Trevi. Nel 1808, alla morte del duca Michelangelo Conti, senza figli, il palazzo, che comprendeva anche un ampio giardino interno, passò al lontano cugino, duca Francesco Sforza Cesarini, il quale nel 1812 lo vendette a Luigi I Boncompagni Ludovisi, che vi apportò alcune modifiche, tra cui la sopraelevazione dell'attico in Piazza dei Crociferi e in Via della Stamperia. Dopo poco più di 70 anni, durante i quali vi risiedette Zinaida Aleksandrovna Belosel'skaja, nel 1884 la proprietà fu venduta ai costruttori Belloni, Basevi e Vitali, che lottizzarono la parte più antica dell'antico palazzo Cesi, nel frattempo parzialmente distrutta per la costruzione di Via del Tritone. Nel 1888 il Comune di Roma espropriò la parte ancora integra del palazzo Poli per salvaguardare la fontana e l'edificio fu destinato ad ospitare uffici. Nel 1939 fu ceduto a privati come pagamento per la costruzione, per conto del Governatorato, di nuovi uffici sulla via del Mare. Nel 1978 lo Stato italiano acquistò il palazzo dall'Istituto di S. Paolo di Torino per ampliare la sede dell'Istituto nazionale per la grafica, situato nell'adiacente Palazzo della Calcografia.

## Interno
La Sala Dante è il luogo più significativo del palazzo, non solo per le eccezionali dimensioni e per l'esclusivo affaccio sulla Fontana di Trevi, ma anche per le diverse importanti destinazioni assegnatele nel corso di quasi tre secoli. Costruita negli anni '20 del XVIII secolo da Stefano Conti, duca di Poli, nipote del papa Innocenzo XIII, per ospitare la preziosa biblioteca di famiglia, venne poi utilizzata anche come salone per le feste. Nei primi anni dell'Ottocento vi aveva allestito il suo studio il pittore Francesco Manno. La denominazione storica della sala ricorda l'iniziativa del cavaliere Romualdo Gentilucci, che fra il 1865 e il 1866 affittò e ristrutturò questo ambiente per ospitare le ventisette grandi tele costituenti la Galleria Dantesca, tele da lui commissionate a famosi pittori del tempo, tratte dai disegni di Filippo Bigioli. Questi dipinti, di enormi dimensioni, di quattro metri per sei metri, venivano mostrati alternativamente al pubblico con speciali meccanismi e giochi di luci. Per l'inaugurazione della sala fu eseguita la Sinfonia Dantesca di Liszt per grande orchestra e cori, furono declamati un erudito discorso e nuovi versi composti su ispirazione delle scene della Divina Commedia illustrate. L'iniziativa culturale della Galleria Dantesca, tanto apprezzata dai contemporanei, tramontò dopo pochi anni. Subito dopo l'unità d'Italia la sala era già affittata al noto musicista Tullio Ramacciotti, il quale a sua volta la subaffittava a società bancarie e commerciali per tenervi assemblee, a circoli per feste da ballo, ad altri musicisti e molto spesso alla Società Orchestrale Romana. Questa Società nel 1891 stipulò direttamente il contratto di affitto con il Comune di Roma, continuando comunque il sistema del subaffitto. Fino alla fine del secolo fu uno dei più rinomati luoghi romani per l'esecuzione di concerti, ospitando talvolta anche conferenze o feste di personaggi illustri. Nel corso della prima metà del Novecento questo grande ambiente fu utilizzato per gli uffici anagrafici del Comune. Da quando il palazzo è divenuto sede dell'Istituto centrale per la grafica e grazie al restauro funzionale curato dall'architetto Agostino Tropea, anche la prestigiosa Sala Dante, dopo tanti anni di abbandono, è tornata ad essere importante centro culturale ed espositivo.